# Roadside Romeo
Roadside Romeo (Romeu: O Vira-Lata Atrapalhado no Brasil) é um filme de animação 3D de 2008, escrito e dirigido por Jugal Hansraj e co-
produzido por Aditya Chopra e Yash Chopra da Yash Raj Films e distribuído pela Walt Disney Pictures. Foi
lançado em 24 de outubro de 2008 nos Estados Unidos e na
Índia. Este foi o segundo filme de Bollywood a ser lançado por um estúdio de Hollywood,
logo após a Sony Pictures lançar o filme Saawariya (2007).
O personagem-título é um cão de Mumbai, Índia, que foi abandonado pela sua família rica, ele chama-se Romeo e é dublado por Saif Ali Khan no original. Seu interesse amoroso, Laila, é dublado por Kareena Kapoor. Esta foi a primeira dublagem de animação para ambos atores. Roadside Romeo também foi a animação de estreia do diretor Hansraj.

## Elenco
- Saif Ali Khan como Romeo
- Kareena Kapoor como Laila
- Javed Jaffrey como Don Charlie, um bulldog temido que domina a região.
- Vrajesh Hirjee como Guru, o mais velho e mais sábio da gangue amiga de Romeo.
- Kiku Sharda como Herói Inglês, um dos quatro membros da gangue do Guru.
- Suresh Menon como Interval, o terceiro membro da gangue.
- Tanaaz Irani como Mini, o último membro da gangue, uma gata.
- Sanjay Mishra como Chhainu, braço direito de Don Charlie.[2]

## Trilha sonora
As músicas do filme foram compostas por Salim-Sulaiman, e as letras foram feitas por Jaideep Sahni. 
- Main Hoon Romeo cantada por Kunal Ganjawala
- Chhoo Le Na cantada por Sunidhi Chauhan, KK e Sudesh Bhonsle
- Cool Cool cantada por Saif Ali Khan, Jaaved Jaffrey, Marianne D’Cruz e Naresh Kamath.
- So Right cantada por Kunal Ganjawala & Gayatri Iyer
- Apni Dumm Bhi Oonchi Ho cantada por Anushka Manchanda, Earl Edgar, Jugal Hansraj, Kunal Ganjawala e Salim Merchant
- Rooftop Romance, instrumental
- Main Hoon Romeo Remix cantada por Kunal Ganjawala
- Chhoo Le Na Mix cantada por Sunidhi Chauhan, KK & Sudesh Bhonsle.